# (31641) Cevasco
(31641) Cevasco est un astéroïde de la ceinture principale.

## Description
(31641) Cevasco est un astéroïde de la ceinture principale. Il fut découvert le 6 avril 1999 à Socorro (Nouveau-Mexique) par le projet LINEAR. Il présente une orbite caractérisée par un demi-grand axe de 2,44 UA, une excentricité de 0,13 et une inclinaison de 1,2° par rapport à l'écliptique.

## Compléments